# Osvaldo Bender
Osvaldo Afonso Bender (Santo Ângelo, 1 de agosto de 1934 – Três Passos, 17 de março de 2024) foi um político brasileiro, empresário e industrial do ramo têxtil. Exerceu o mandato de deputado federal constituinte em 1988.
Foi casado com Astrogilda Bender e teve dois filhos. Inicialmente, Bender era dono da empresa de Tecidos de Três Passos (RS) para onde se mudou em 1952. O estabelecimento, chamado 3 Passos, foi fundado em 1964 e existe até os dias de hoje. Completou 50 anos em 2014.
O plano do sócio-diretor, Jorge Bender, filho do político, é ampliar a empresa por todo o estado do Rio Grande do Sul. O objetivo é também investir na loja, modernizando-a. Jorge assumiu o negócio em 1986, quando seu pai passou a viver em Brasília por conta da carreira política.

## Carreira Política
Foi justamente em Três Passos que Osvaldo começou sua carreira política, filiando-se ao Partido Social Democrático (PSD), pelo qual foi eleito duas vezes seguidas para vereador - de 1959 a 1963 e depois de 1963 a 1967.
Depois desse período, só voltou ao contexto político quase 20 anos depois, quando, em 1987, tornou-se Deputado Federal pelo Rio Grande do Sul, ainda pelo PSD.
O político chegou a publicar um livro chamado O grande vendedor lojista, em 1985.
No pleito de 1986, foi candidato a deputado federal pelo Rio Grande do Sul pelo Partido Democrático Social (PDS). Bender se elegeu com os votos de marioia da população de Três Passos e região.
Entre 1989 e 1990, já após a publicação da nova Constituição em 1988, integrou as comissões Defesa Nacional da Câmara e de Agricultura e Política Rural.
Em fevereiro de 1991, Bender foi empossado e deu seguimento aos seus trabalhos na Comissão de Política Rural Agricultura. Na sessão parlamentar de 29 de setembro de 1992, foi favorável ao início do processo de impeachment contra Fernando Collor de Melo, o então o presidente da República que foi indiciado de crime de responsabilidade pela comissão parlamentar de inquérito que investigou denúncias de corrupção contra Paulo César Farias, o ex-tesoureiro de sua campanha presidencial.
Em 1993, Osvaldo Bender filiou-se no Partido Progressista Reformador (PPR), resultado da união do PDS com o Partido Democrata Cristão (PDC). Sem ter pleiteado à reeleição em outubro de 1994, concluiu seu mandato na Câmara em janeiro de 1995, ao final da legislatura.